# Emilian Bratu
Emilian Bratu (Bucareste, 8 de agosto de 1904 — 31 de março de 1991) foi um engenheiro químico romeno. Fundou o ensino da engenharia química na Romênia.
Em companhia do físico químico austríaco Otto Redlich estudou a constante de dissociação da água pesada.